# 久我具房
久我 具房（こが ともふさ）は、鎌倉時代中期の公卿。大納言・久我通忠の子。母は家女房。初名雅良、ついで雅緒。官位は正二位・権大納言。愛宕と号す。

## 経歴
以下、『公卿補任』と『尊卑分脈』の内容に従って記述する。
- 寛元元年（1243年）4月23日、叙爵[1]。
- 寛元3年（1245年）10月29日、侍従に任ぜられる[2]。
- 寛元4年（1246年）11月23日、従五位上に昇叙[3]。
- 建長元年（1249年）2月8日、左少将に任ぜられる。
- 建長2年（1250年）1月5日、正五位下に昇叙。10月14日には従四位下。11月24日に父の喪に服す。
- 建長3年（1251年）10月24日、従四位上に昇叙。
- 建長5年（1253年）10月9日、右中将に任ぜられる[4]。6月に具房と改名。*
- 建長6年（1254年）1月13日、美作権介を兼ねる。
- 建長7年（1255年）1月5日、正四位下に昇叙[5]。
- 正嘉3年（1259年）1月21日、相模権介を兼ねる。
- 文永4年（1267年）2月23日、蔵人頭に補される。
- 文永5年（1268年）12月2日、参議に任ぜられる。右中将は元の如し。
- 文永6年（1269年）1月5日、従三位に叙される。3月27日、備中権守を兼ねる。
- 文永8年（1271年）1月5日、正三位に昇叙。
- 文永11年（1274年）1月20日、讃岐権守を兼ねる。9月10日、右中将を止めて左大弁を兼ねる。12月20日には侍従を兼ねた。
- 文永12年（1275年）1月18日、勘解由長官を兼ねる。2月1日、造東大寺長官を兼ねる。12月22日、権中納言に任ぜられる。
- 建治2年（1276年）1月5日、従二位に昇叙。12月26日、帯剣を許される。
- 弘安3年（1280年）1月5日、正二位に昇叙（新院当年御給）。
- 弘安5年（1282年）12月12日、母の喪に服す。同月19日には興福寺の強訴により、安芸に配流となる。
- 弘安6年（1283年）3月11日、帰京。同月17日には本位に復し、28日には復任した。
- 弘安9年（1286年）9月2日、権大納言に任ぜられる。
- 弘安11年（1288年）7月11日、権大納言を辞退[6]。同月23日、本座を許される。
- 正応2年（1289年）12月15日、薨去。享年52。

## 清華家出身の実務家
後宇多天皇即位時の女叙位が文永11年（1274年）4月24日にあり、執筆を当時参議右中将であった具房が勤めたことが『師守記』に見える。
本郷和人によれば、亀山院に実務能力を認められて伝奏も勤めていたらしい。また後深草院政になっても実務能力が買われて評定衆にも名を連ねているという。

## 系譜
- 父：久我通忠
- 母：家女房
- 妻：藤原氏
  - 男子：月林道皎(1293-1351)[9]
- 生母不明の子女
  - 男子：中院俊通(1256-1304)
  - 男子：久我俊長
  - 男子：覚玄
  - 男子：道恵